# کاسپار هرمان هاسمن
کاسپار هرمان هاسمن (انگلیسی: Caspar Herman Hausmann؛ ۱۶۵۳ – ۱۷۱۸) فرد نظامی اهل نروژ بود. وی همچنین برندهٔ جوایزی همچون نشان دنبرو شده‌است.